# Dag en Nacht Media
Dag en Nacht Media is een podcastnetwerk, gevestigd in Amsterdam.
Het bedrijf is in 2016 opgericht door Tim de Gier en Anne Janssens en is met meer dan 6,5 miljoen maandelijkse beluisteringen een van de grootste podcastuitgevers van Nederland.
Dag en Nacht produceert podcasts en is een advertentienetwerk. Met Vriend van de Show lanceerden ze in 2020 een donatieplatform voor podcasters. Op 29 maart 2022 werd bekend dat het Deense bedrijf Podimo Dag en Nacht heeft overgenomen. Podimo heeft een podcastnetwerk onder de eigen naam, te benaderen via een mobiele app, waarvoor de luisteraar een (betaald) abonnement nodig heeft. Het aanbod van beide overlapt. Bij Podimo kunnen ook audioboeken worden beluisterd.

## Podcasts
Het podcastnetwerk geeft meer dan 60 podcasts uit waaronder:
| Jaar      | Productie                             | Podcasters                                                                                       | Opmerking |
| --------- | ------------------------------------- | ------------------------------------------------------------------------------------------------ | --- |
| 2013-     | Echt Gebeurd                          | Micha Wertheim, Paulien Cornelisse, Rosa van Toledo en Maarten Westerveen                        | |
| 2015-     | Eeuw van de Amateur                   | Botte Jellema, Ype Driessen en Paulien Cornelisse                                                | Winnaar Dutch Podcast Award 'Media en Opinie' 2018 |
| 2016-     | De Rode Lantaarn                      | Tim de Gier, Willem Dudok en Jonne Seriese                                                       | Winnaar Dutch Podcast Award 'Sport' 2020 |
| 2016-     | Dipsaus                               | Anousha Nzume, Ebissé Wakjira en Mariam El Maslouhi                                              | Nominatie Dutch Podcast Awards 2019 - categorie Lifestyle, maatschappij en gezondheid Nominatie Dutch Podcast Awards 2019 - categorie Beste host (voor Anousha Nzume)                                                  |
| 2016-     | Peptalk                               | Pepijn Schoneveld                                                                                | Genomineerde Dutch Podcast Award 'Beste Host' 2020 |
| 2016-     | Een podcast over media                | Alexander Klöpping en Ernst-Jan Pfauth                                                           | Genomineerde Dutch Podcast Award 'Journalistiek en Media' in 2018 en 'Media en Opinie' in 2020 |
| 2017-     | The Best Social Podcast               | Diederik Broekhuizen, Cato Duyvis en Jasper Schilder                                             | |
| 2017-     | De Balie Podcast                      |                                                                                                  | |
| 2017-     | Ik ken iemand die                     | Nynke de Jong, Alex van der Hulst, Hanneke Hendrix en Anne Janssens                              | Winnaar Dutch Podcast Award 'Lifestyle, Maatschappij en Gezondheid' 2018 |
| 2017-     | Met Nerds om Tafel                    | Randal Peelen, Jurian Ubachs en Floris Diemel (en voorheen ook Daniel Kegel en Joost Schellevis) | Winnaar Dutch Podcast Award 'Tech & Wetenschap' 2020 |
| 2017-     | Trust Nobody                          | Elger van der Wel, Nelleke Poorthuis en Mark Versteden                                           | Genomineerd voor Dutch Podcast Award 'Media & Opinie' in 2019, 2020 en 2021 |
| 2017-     | De Vierkante Ogen Show                | Esther Crabbendam                                                                                | |
| 2017-     | Cheft                                 | Hiske Versprille                                                                                 | |
| 2018-     | Betrouwbare Bronnen                   | Jaap Jansen en Pieter Gerrit Kroeger                                                             | Genomineerd voor Dutch Podcast Award 'Nieuws & Politiek' in 2019 en 2020 |
| 2018-     | Camera Loopt                          | Anna Drijver                                                                                     | |
| 2018-     | Cases                                 | Vivianne Bendermacher                                                                            | |
| 2018-     | DAMN, Honey                           | Nydia van Voorthuizen en Marie Lotte Hagen                                                       | |
| 2018-2021 | De Lange Corner                       | Bengt Schuitemaker en Jasper Kokx                                                                | Op 18 oktober 2021 werd de podcast beëindigd met aflevering "De laatste...." |
| 2018-     | De Willem Podcast                     | Harry Lensink en Marian Husken                                                                   | Winnaar Dutch Podcast Award 'Nieuws en Politiek' 2018 |
| 2018-     | Live Slow Ride Fast Podcast           | Laurens ten Dam en Stefan Bolt                                                                   | Winnaar Dutch Podcast Award 'Sport' 2019 Genomineerd voor Dutch Podcast Award 'Sport' 2020 |
| 2018-     | Man man man, de podcast               | Domien Verschuuren, Bas Louissen en Chris Bergström                                              | Winnaar Dutch Podcast Award 'Lifestyle, Maatschappij en Gezondheid' 2019, winnaar Marconi Online Award, winnaar Online Radio Awards en winnaar Gouden Podcast Award 2021. Genoteerd als nr. 1 van de Podcast Top 2000. |
| 2018-     | Neutrale Kijkers                      | Peter Buurman en Yordi Yamali                                                                    | Genomineerd voor Dutch Podcast Award 'Sport' 2019 |
| 2018-     | Podnataal                             | Simone Wijnands                                                                                  | |
| 2018-     | Stedelijk Museum Podcast              |                                                                                                  | |
| 2018-     | Susy Q&A                              | Susan Krumins en Olivier Heimel                                                                  | |
| 2018-     | Verwondering met Harald Dunnink       | Harald Dunnink                                                                                   | |
| 2018-     | De Universiteit van Nederland Podcast |                                                                                                  | Genomineerd voor Dutch Podcast Award 'Wetenschap' 2019, winnaar Dutch Podcast Award 'Technologie en Wetenschap' 2021                                                                                                   |
| 2019-2021 | Datevermaak                           | Lieke Malcorps, Timo Harmelink en Lisa Mosmans                                                   | Genomineerd voor Dutch Podcast Award 'Lifestyle, Maatschappij & Gezondheid' 2020 |
| 2019-     | De Cineville Podcast                  |                                                                                                  | |
| 2019-     | Dik Voormekaar Show                   | André van Duin en Ferry de Groot                                                                 | |
| 2019-     | De Grote Gaite en Melody Podcast Show | Gaite Jansen en Melody Klaver                                                                    | |
| 2019-     | Diplomatie Raakt                      | Liesbeth Rasker                                                                                  | |
| 2019-     | Eurovisie Update                      | Quirijn Lokker, Mark Verheijen en Hanneke Hendrix                                                | |
| 2019-     | Fufu & Dadels                         | Hajar Fallah, Suheyla Yalcin en Munganyende Hélène Christelle                                    | |
| 2019-     | De Monica Geuze Fanpodcast            | Doortje Smithuijsen en Lena Bril                                                                 | |
| 2019-     | Oorlog op de Flank                    | David Lucieer                                                                                    | Genomineerd voor Dutch Podcast Award 'Verhalend' 2020 |
| 2019-     | Side Project Show                     | Bram van Dijk                                                                                    | |
| 2019-     | Vallen en Opstaan                     | Vincent Reinders                                                                                 | |
| 2020-     | De Witte Stok                         | Sander Smale en Tatjana Wehrmann                                                                 | |
| 2020-     | De De Speld Podcast                   | Roel Maalderink                                                                                  | |
| 2020-     | De Goed Nieuws Show                   | Selina Stap en Cesar Majorana                                                                    | |
| 2020-     | Grrrls                                | Roufaida Aboutaleb                                                                               | |
| 2020-     | Met Z'n Allen                         | Gwen van Poorten                                                                                 | |
| 2020-     | Het Voedselkabinet                    | Samuel Levie en Helen Kranstauber                                                                | |
| 2020-     | Jesse&                                | Jesse Klaver                                                                                     | |
| 2020-     | Televisië                             | Alex Mazereeuw en Michel Doodeman                                                                | Genomineerd voor Dutch Podcast Award 'Media en Cultuur' 2021 |
| 2020-     | De Vlaamse Kunstroof                  | Lieke Malcorps en Ieke Schout                                                                    | Genomineerd voor Dutch Podcast Award 'Verhalend' 2021 |
| 2020-     | Knorrepodcast                         | Martijn Koning en Sander van Opzeeland                                                           | |
| 2020-     | Jong Beleggen                         | Pim Verlaan en Milou Brand                                                                       | |
| 2020-     | De Visdetective                       | Janno Lanjouw en Barbara Serulus                                                                 | |
| 2020-2021 | De Prins Bira Formule 1 Podcast       | Remco de Ridder en René Andriesen                                                                | Sinds 2022 zelfstandig verder gegaan onder de naam 'Prins Bira Podcast' |
| 2020-     | Red de Millennial                     | Charlotte Remarque en Bouke van Balen                                                            | |
| 2020-     | Vredessoldaten                        | David Lucieer                                                                                    | Podcast over de geschiedenis van de Verenigde Naties. |
| 2021-     | Poespas de Podcast                    | Charlot Dorland, Karlijn van Mourik en Romy Apeldoorn                                            | |
| 2021-     | Below the radar, above yourself       | Dennis Gaens                                                                                     | Podcast van het Korps Commandotroepen. Winnaar Dutch Podcast Award 'Branded' 2021, winnaar Spin Award en winnaar Lovie Award 2021.                                                                                     |
| 2021-     | Moordcast                             | Dionne Slagter                                                                                   | Genomineerde Dutch Podcast Award 'Verhalend' 2021 |
| 2021-     | Taboe                                 | Corine Koole en Ronit Palache                                                                    | |
| 2021-     | Het Laatste Avondmaal                 | Samuel Levie                                                                                     | |
| 2021-     | Opgewonden                            | Haroon Ali en Yora Rienstra                                                                      | |
| 2021-     | Sketches en Gelul                     | Janneke de Bijl en Jasper Dijkema                                                                | |
| 2021-     | Kunsthart                             | Ko van 't Hek                                                                                    | |
| 2021-     | Wereldmachten                         | Tim Wagemakers en Hans Klis                                                                      | |
| 2021-     | Alle Geschiedenis Ooit                | Nynke de Jong, Arco Gnocchi en Thom Aalmoes                                                      | |
| 2021-     | Veel Saus                             | Edson da Graça                                                                                   | |
| 2021-     | Jong Geleerd Oud Gedaan               | Floor Doppen en Ward Ruijven                                                                     | |
| 2021-     | De Goudschat Van Serooskerke          | Lieke Malcorps en Ieke Schout                                                                    | |
| 2021-     | Een Gewichtige Zaak                   | Marieke de Veer                                                                                  | |